# Меномини (река)
Меномини (англ. Menominee) — река на северо-западе штата Мичиган и северо-востоке штата Висконсин, США. Длина составляет приблизительно 187 км. На всём протяжении вместе с притоком — рекой Брюле, является частью границы между двумя штатами.

## Описание
Река начинается примерно в 16 км к северо-западу от города Айрон-Маунтин, штат Мичиган. Меномини течет на юго-восток, захватывая реку Пайн и проходит мимо городов Кингсфорд (штат Мичиган) и Ниагара (штат Висконсин). Затем она продолжает свой путь на юг, образуя широкие излучины собирая реки Стёрджен, Пембонвон и Пайк. Впадает в залив Грин-Бей на озере Мичиган с севера между городами Маринетт, штат Висконсин и Меномини, штат Мичиган.
На всем протяжении река Меномини была превращена в ряд крупных водохранилищ. Вода, содержащаяся в этих водоемах, является одной из самых чистых. Земли вокруг этих водохранилищ используются для рекреационного использования, для сохранение береговой линии.
Название реки происходит от алгонкинского термина, означающего «дикий рис». Меномини — единственное коренное индейское племя, живущее в штате Висконсин сегодня.
Федерально признанное индейское племя меномини имеет резервацию на реке Вулф (приток реки Фокс).
Дно реки и грунтовые воды в районе города Маринетт сильно загрязнены соединениями мышьяка, которые были выпущены компанией «Ансул» с 1957 по 1977 год в результате производства гербицидов.